# کیوراکافای، شیلی
کیوراکافای، شیلی (به اسپانیایی: Curacaví) یک سکونتگاه مسکونی در شیلی است که در Melipilla Province واقع شده‌است.

## خصوصیات
کیوراکافای ۶۹۳٫۲ کیلومترمربع مساحت و ۲۴٬۲۹۸ نفر جمعیت دارد.